# رومن فیلدینگ
رومن فیلدینگ (انگلیسی: Romaine Fielding؛ ۲۲ مهٔ ۱۸۶۷ – ۱۶ دسامبر ۱۹۲۷) یک کارگردان اهل ایالات متحده آمریکا بود.